# Rhabdoblatta sinuata
Rhabdoblatta sinuata är en kackerlacksart som beskrevs av Bei-Bienko 1958. Rhabdoblatta sinuata ingår i släktet Rhabdoblatta och familjen jättekackerlackor. Inga underarter finns listade i Catalogue of Life.